# Джасурбек Джалоліддінов
Джасурбек Джалоліддінов (узб. Jasurbek Jaloliddinov, нар. 15 травня 2002, Навої) — узбецький футболіст, півзахисник клубу «Нефтчі» (Фергана).
Виступав, зокрема, за клуб «Буньодкор», а також національну збірну Узбекистану.

## Клубна кар'єра
Народився 15 травня 2002 року в місті Навої. Вихованець футбольної школи клубу «Буньодкор». Дорослу футбольну кар'єру розпочав 2018 року в основній команді того ж клубу, в якій провів два сезони, взявши участь у 29 матчах чемпіонату. 
Згодом з 2020 по 2023 рік грав у складі команд «Локомотив» (Москва), «Тамбов», «Локомотив» (Москва), «Андижан», «Локомотив» (Ташкент), «Кайрат», «Локомотив» (Ташкент) та «Олімпік» (Ташкент).
До складу клубу «Нефтчі» (Фергана) приєднався 2024 року. 

## Виступи за збірні
У 2018 році дебютував у складі юнацької збірної Узбекистану (U-19), загалом на юнацькому рівні взяв участь у 4 іграх.
З 2021 року залучався до складу молодіжної збірної Узбекистану. На молодіжному рівні зіграв у 26 офіційних матчах, забив 8 голів.
У 2020 році дебютував в офіційних матчах у складі національної збірної Узбекистану.